# Aachener Turn- und Sportverein Alemannia 1900 2000-2001
Questa voce raccoglie le informazioni riguardanti l'Aachener Turn- und Sportverein Alemannia 1900 nelle competizioni ufficiali della stagione 2000-2001.

## Stagione
Nella stagione 2000-2001 l'Alemannia, allenato da Eugen Hach, concluse il campionato di 2. Bundesliga al 10º posto. In Coppa di Germania l'Alemannia fu eliminato al secondo turno dal Bayer Leverkusen.

## Rosa
| N. |                     | Ruolo | Calciatore         |
| -- | ------------------- | ----- | ------------------ |
| 1  | Germania (bandiera) | P     | Christian Schmidt  |
| 2  | Albania (bandiera)  | D     | Çlirim Bashi       |
| 3  | Germania (bandiera) | D     | Sascha Hildmann    |
| 4  | Germania (bandiera) | D     | Marc Spanier       |
| 5  | Germania (bandiera) | D     | Frank Schmidt      |
| 6  | Germania (bandiera) | D     | Willi Landgraf     |
| 7  | Austria (bandiera)  | C     | Dietmar Berchtold  |
| 8  | Germania (bandiera) | C     | Marco Zernicke     |
| 9  | Guinea (bandiera)   | A     | Taifour Diane      |
| 10 | Turchia (bandiera)  | C     | Uğur İnceman       |
| 11 | Germania (bandiera) | C     | Markus von Ahlen   |
| 12 | Germania (bandiera) | A     | Andreas Rüppel     |
| 13 | Turchia (bandiera)  | A     | Ersin Demir        |
| 14 | Germania (bandiera) | D     | Daniel Rosin       |
| 15 | Francia (bandiera)  | C     | Olivier Caillas    |
| 16 | Germania (bandiera) | A     | Stephan Lämmermann |
| 17 | Germania (bandiera) | C     | Lars Müller        |

| N. |                        | Ruolo | Calciatore        |
| -- | ---------------------- | ----- | ----------------- |
| 18 | Paesi Bassi (bandiera) | D     | Henri Heeren      |
| 19 | Belgio (bandiera)      | D     | Bernd Rauw        |
| 20 | Cina (bandiera)        | A     | Xie Hui           |
| 21 | Germania (bandiera)    | C     | Stefan Tümmler    |
| 22 | Germania (bandiera)    | D     | Marc Kienle       |
| 23 | Rep. Ceca (bandiera)   | C     | Martin Guzik      |
| 24 | Germania (bandiera)    | C     | Christian Schäfer |
| 25 | Belgio (bandiera)      | A     | Marc Keller       |
| 26 | Camerun (bandiera)     | C     | Thierry Bayock    |
| 27 | Siria (bandiera)       | A     | Waffi Douaydari   |
| 28 | Turchia (bandiera)     | A     | Metin Telle       |
| 29 | Slovacchia (bandiera)  | P     | Peter Hodulík     |
| 29 | Ghana (bandiera)       | D     | Edwin Bediako     |
| 30 | Germania (bandiera)    | P     | André Lenz        |
| 31 | Germania (bandiera)    | D     | Ralph Gunesch     |
| 32 | Ghana (bandiera)       | A     | Baba Iddi         |
| 34 | Australia (bandiera)   | D     | Mark Rudan        |
| 35 | Turchia (bandiera)     | C     | Mehmet Ali Gülez  |

## Organigramma societario
Area tecnica
- Allenatore: Eugen Hach
- Allenatore in seconda: André Winkhold
- Preparatore dei portieri: Johannes Kau
- Preparatori atletici:

## Calciomercato

### Sessione estiva
| Acquisti | Acquisti        | Acquisti            | Acquisti |
| R.       | Nome            | da                  | Modalità |
| -------- | --------------- | ------------------- | -------- |
| C        | Olivier Caillas | Saarbrücken         |          |
| A        | Ersin Demir     | Bayer Leverkusen II |          |
| C        | Martin Guzik    | Chiasso             |          |
| D        | Sascha Hildmann | Kaiserslautern II   |          |
| D        | Marc Kienle     | Karlsruhe           |          |
| D        | Daniel Rosin    | Bayern Monaco II    |          |
| D        | Mark Rudan      | NWS Spirit FC       |          |
| A        | Andreas Rüppel  | FSV Francoforte     |          |
| D        | Marc Spanier    | Fortuna Colonia     |          |
| C        | Stefan Tümmler  | TuS Langerwehe      |          |
| C        | Marco Zernicke  | Fortuna Colonia     |          |

| Cessioni | Cessioni           | Cessioni                | Cessioni |
| R.       | Nome               | a                       | Modalità |
| -------- | ------------------ | ----------------------- | -------- |
| C        | Adem Kapič         | Kickers Stoccarda       |          |
| A        | Luciano Emílio     | Rot-Weiß Neubrück       |          |
| C        | Ben Manga          | Karlsruhe               |          |
| C        | Erwin Vanderbroeck | Eupen                   |          |
| D        | Michael Zimmermann | Borussia Freialdenhoven |          |

### Sessione invernale
| Acquisti | Acquisti      | Acquisti               | Acquisti |
| R.       | Nome          | da                     | Modalità |
| -------- | ------------- | ---------------------- | -------- |
| D        | Edwin Bediako | Borussia M'gladbach II |          |

| Cessioni | Cessioni | Cessioni | Cessioni |
| R.       | Nome     | a        | Modalità |
| -------- | -------- | -------- | -------- |

## Risultati

### 2. Bundesliga

#### Girone di andata
| Arbitro: | Jansen |

|                                |           |  |
| Vata 41’ Barbosa 57’ Cissé 59’ | Marcatori |  |

| Arbitro: | Albrecht |

|                                         |           |           |
| Diane 21’, 90’ Guzik 72’ Lämmermann 81’ | Marcatori | 85’ Kerbr |

| Arbitro: | Späker |

|  |           |                                 |
|  | Marcatori | 70’ Lämmermann 77’, 82’ İnceman |

| Arbitro: | Sippel |

|              |           |  |
| Landgraf 64’ | Marcatori |  |

| Arbitro: | Weiner |

|               |           |              |
| Reinhardt 45’ | Marcatori | 2’ von Ahlen |

| Arbitro: | Steinborn |

|            |           |              |
| Kienle 40’ | Marcatori | 13’ van Lent |

| Arbitro: | Gagelmann |

|                                      |           |  |
| Felgenhauer 45’ Türr 81’ Lamptey 89’ | Marcatori |  |

| Arbitro: | Anklam |

|           |           |                               |
| Guzik 73’ | Marcatori | 6’ Krupniković 68’ Holetschek |

| Arbitro: | Frank |

|            |           |                                  |
| Bender 34’ | Marcatori | 55’ Diane 64’ İnceman 75’ Müller |

| Aquisgrana 28 ottobre 2000, ore 15:00 CEST 10ª giornata | Alemannia Aquisgrana | 0 – 0 referto | Osnabrück | Stadio Tivoli (12 800 spett.)\| Arbitro: \| Haupt \| |
| Arbitro:                                                | Haupt                |               |           |                                                      |

| Arbitro: | Weber |

|                              |           |         |
| Kolviðsson 62’, 66’ Góra 90’ | Marcatori | 89’ Xie |

| Arbitro: | Späker |

|                             |           |                   |
| Xie 24’, 45’ Lämmermann 33’ | Marcatori | 81’ (aut.) Heeren |

| Arbitro: | Meyer |

|             |           |              |
| Voronin 87’ | Marcatori | 59’ Zernicke |

| Arbitro: | Schmidt |

|  |           |                                                      |
|  | Marcatori | 12’ Mazingu-Dinzey 19’ Štefulj 30’ Stendel 72’ Šimák |

| Arbitro: | Pickel |

|                                         |           |                          |
| Rath 28’ Hildmann 61’ (aut.) Lotter 90’ | Marcatori | 27’ (rig.), 45’, 82’ Xie |

| Arbitro: | Krug |

|                                                        |           |              |
| Gomis 7’, 38’ Driller 18’, 75’ Möckel 76’ Beliakov 85’ | Marcatori | 10’ Zernicke |

| Arbitro: | Schößling |

|                                                |           |                                  |
| Landgraf 45’ Rüppel 54’ Müller 63’ İnceman 76’ | Marcatori | 22’ Arnold 81’ Donato 88’ Canale |

#### Girone di ritorno
| Arbitro: | Weber |

|  |           |           |
|  | Marcatori | 51’ Licht |

| Arbitro: | Scheppe |

|                                                 |           |         |
| Djappa 25’ Malchow 84’ (rig.) Müller 89’ (aut.) | Marcatori | 18’ Xie |

| Arbitro: | Meyer |

|                                    |           |  |
| Ebbers 60’, 72’, 84’ Policella 70’ | Marcatori |  |

| Arbitro: | Koop |

|                |           |  |
| Lämmermann 25’ | Marcatori |  |

| Arbitro: | Wagner |

|                                                           |           |            |
| Houdt 48’ Demo 61’, 72’ (rig.) van Lent 81’, 85’ Auer 89’ | Marcatori | 62’ Heeren |

| Arbitro: | Frank |

|                        |           |  |
| Diane 50’ Xie 66’, 70’ | Marcatori |  |

| Aquisgrana 4 marzo 2001, ore 15:00 CET 24ª giornata | Alemannia Aquisgrana | 0 – 0 referto | Greuther Fürth | Stadio Tivoli (12 100 spett.)\| Arbitro: \| Wezel \| |
| Arbitro:                                            | Wezel                |               |                |                                                      |

| Arbitro: | Kinhöfer |

|                       |           |                        |
| Kujat 56’ Schmidt 65’ | Marcatori | 37’, 53’ Xie 84’ Diane |

| Arbitro: | Lange |

|        |           |  |
| Xie 6’ | Marcatori |  |

| Arbitro: | Stark |

|                                                     |           |         |
| Brinkmann 5’ Claaßen 11’ Thioune 32’, 43’ Petri 78’ | Marcatori | 21’ Xie |

| Arbitro: | Anklam |

|         |           |  |
| Xie 87’ | Marcatori |  |

| Arbitro: | Sippel |

|                                  |           |  |
| Weber 70’ Ciucă 75’ Lipinski 83’ | Marcatori |  |

| Arbitro: | Voss |

|           |           |  |
| Diane 30’ | Marcatori |  |

| Hannover 27 aprile 2001, ore 19:00 CEST 31ª giornata | Hannover 96 | 0 – 0 referto | Alemannia Aquisgrana | Niedersachsenstadion (5 469 spett.)\| Arbitro: \| Wezel \| |
| Arbitro:                                             | Wezel       |               |                      |                                                            |

| Arbitro: | Albrecht |

|  |           |            |
|  | Marcatori | 11’ Bürger |

| Arbitro: | Kircher |

|  |           |           |
|  | Marcatori | 55’ Gomis |

| Arbitro: | Keßler |

|           |           |                             |
| Bella 60’ | Marcatori | 56’ (rig.) Rudan 71’ Müller |

### Coppa di Germania
| Arbitro: | Lange |

|  |           |                        |
|  | Marcatori | 32’ Zernicke 71’ Diane |

| Arbitro: | Heynemann |

|         |           |                         |
| Xie 68’ | Marcatori | 13’ Ramelow 71’ Brdarić |

## Statistiche

### Statistiche di squadra
| Competizione      | Punti | In casa | In casa | In casa | In casa | In casa | In casa | In trasferta | In trasferta | In trasferta | In trasferta | In trasferta | In trasferta | Totale | Totale | Totale | Totale | Totale | Totale | DR  |
| Competizione      | Punti | G       | V       | N       | P       | Gf      | Gs      | G            | V            | N            | P            | Gf           | Gs           | G      | V      | N      | P      | Gf     | Gs     | DR  |
| ----------------- | ----- | ------- | ------- | ------- | ------- | ------- | ------- | ------------ | ------------ | ------------ | ------------ | ------------ | ------------ | ------ | ------ | ------ | ------ | ------ | ------ | --- |
| 2. Bundesliga     | 46    | 17      | 9       | 3       | 5       | 21      | 15      | 17           | 4            | 4            | 9            | 21           | 45           | 34     | 13     | 7      | 14     | 42     | 60     | -18 |
| Coppa di Germania | -     | 1       | 0       | 0       | 1       | 1       | 2       | 1            | 1            | 0            | 0            | 2            | 0            | 2      | 1      | 0      | 1      | 3      | 2      | +1  |
| Totale            | 46    | 18      | 9       | 3       | 6       | 22      | 17      | 18           | 5            | 4            | 9            | 23           | 45           | 36     | 14     | 7      | 15     | 45     | 62     | -17 |

### Andamento in campionato
| Giornata  | 1  | 2 | 3 | 4 | 5 | 6 | 7 | 8  | 9 | 10 | 11 | 12 | 13 | 14 | 15 | 16 | 17 | 18 | 19 | 20 | 21 | 22 | 23 | 24 | 25 | 26 | 27 | 28 | 29 | 30 | 31 | 32 | 33 | 34 |
| --------- | -- | - | - | - | - | - | - | -- | - | -- | -- | -- | -- | -- | -- | -- | -- | -- | -- | -- | -- | -- | -- | -- | -- | -- | -- | -- | -- | -- | -- | -- | -- | -- |
| Luogo     | T  | C | T | C | T | C | T | C  | T | C  | T  | C  | T  | C  | T  | T  | C  | C  | T  | T  | C  | T  | C  | C  | T  | C  | T  | C  | T  | C  | T  | C  | C  | T  |
| Risultato | P  | V | V | V | N | N | P | P  | V | N  | P  | V  | N  | P  | N  | P  | V  | P  | P  | P  | V  | P  | V  | N  | V  | V  | P  | V  | P  | V  | N  | P  | P  | V  |
| Posizione | 18 | 9 | 7 | 5 | 4 | 6 | 7 | 11 | 7 | 8  | 9  | 5  | 7  | 9  | 10 | 12 | 11 | 11 | 11 | 11 | 12 | 12 | 12 | 12 | 12 | 11 | 12 | 12 | 12 | 11 | 11 | 11 | 12 | 10 |

Legenda:

Luogo: C = Casa; T = Trasferta. Risultato: V = Vittoria; N = Pareggio; P = Sconfitta.

### Statistiche dei giocatori
| Giocatore     | 2. Bundesliga | 2. Bundesliga | 2. Bundesliga | 2. Bundesliga | Coppa di Germania | Coppa di Germania | Coppa di Germania | Coppa di Germania | Totale   | Totale | Totale      | Totale     |
| Giocatore     | Presenze      | Reti          | Ammonizioni   | Espulsioni    | Presenze          | Reti              | Ammonizioni       | Espulsioni        | Presenze | Reti   | Ammonizioni | Espulsioni |
| ------------- | ------------- | ------------- | ------------- | ------------- | ----------------- | ----------------- | ----------------- | ----------------- | -------- | ------ | ----------- | ---------- |
| Ç. Bashi      | 30            | 0             | 8             | 0             | 1                 | 0                 | 1                 | 0                 | 31       | 0      | 9           | 0          |
| T. Bayock     | 14            | 0             | 2             | 0             | 1                 | 0                 | 0                 | 0                 | 15       | 0      | 2           | 0          |
| E. Bediako    | 2             | 0             | 0             | 0             | 0                 | 0                 | 0                 | 0                 | 2        | 0      | 0           | 0          |
| D. Berchtold  | 18            | 0             | 3             | 0             | 2                 | 0                 | 0                 | 0                 | 20       | 0      | 3           | 0          |
| O. Caillas    | 21            | 0             | 4             | 0             | 0                 | 0                 | 0                 | 0                 | 21       | 0      | 4           | 0          |
| E. Demir      | 8             | 0             | 0             | 0             | 1                 | 0                 | 0                 | 0                 | 9        | 0      | 0           | 0          |
| T. Diane      | 26            | 6             | 1             | 2             | 2                 | 1                 | 0                 | 0                 | 28       | 7      | 1           | 2          |
| W. Douaydari  | 1             | 0             | 0             | 0             | 0                 | 0                 | 0                 | 0                 | 1        | 0      | 0           | 0          |
| R. Gunesch    | 1             | 0             | 0             | 0             | 0                 | 0                 | 0                 | 0                 | 1        | 0      | 0           | 0          |
| M. Guzik      | 6             | 2             | 0             | 0             | 1                 | 0                 | 0                 | 0                 | 7        | 2      | 0           | 0          |
| M. Gülez      | 2             | 0             | 0             | 0             | 0                 | 0                 | 0                 | 0                 | 2        | 0      | 0           | 0          |
| H. Heeren     | 22            | 1             | 4             | 1             | 2                 | 0                 | 0                 | 0                 | 24       | 1      | 4           | 1          |
| S. Hildmann   | 22            | 0             | 4             | 0             | 0                 | 0                 | 0                 | 0                 | 22       | 0      | 4           | 0          |
| P. Hodulík    | 0             | 0             | 0             | 0             | 0                 | 0                 | 0                 | 0                 | 0        | 0      | 0           | 0          |
| B. Iddi       | 4             | 0             | 1             | 1             | 0                 | 0                 | 0                 | 0                 | 4        | 0      | 1           | 1          |
| M. Keller     | 1             | 0             | 0             | 0             | 0                 | 0                 | 0                 | 0                 | 1        | 0      | 0           | 0          |
| M. Kienle     | 14            | 1             | 3             | 0             | 1                 | 0                 | 0                 | 0                 | 15       | 1      | 3           | 0          |
| W. Landgraf   | 33            | 2             | 8             | 0             | 2                 | 0                 | 1                 | 0                 | 35       | 2      | 9           | 0          |
| A. Lenz       | 33            | 0             | 3             | 0             | 2                 | 0                 | 0                 | 0                 | 35       | 0      | 3           | 0          |
| S. Lämmermann | 30            | 4             | 1             | 0             | 2                 | 0                 | 0                 | 0                 | 32       | 4      | 1           | 0          |
| D. Marso      | 0             | 0             | 0             | 0             | 0                 | 0                 | 0                 | 0                 | 0        | 0      | 0           | 0          |
| B. Meulenberg | 0             | 0             | 0             | 0             | 0                 | 0                 | 0                 | 0                 | 0        | 0      | 0           | 0          |
| L. Müller     | 25            | 3             | 5             | 0             | 1                 | 0                 | 0                 | 0                 | 26       | 3      | 5           | 0          |
| B. Rauw       | 16            | 0             | 3             | 0             | 1                 | 0                 | 0                 | 0                 | 17       | 0      | 3           | 0          |
| D. Rosin      | 5             | 0             | 2             | 0             | 1                 | 0                 | 0                 | 0                 | 6        | 0      | 2           | 0          |
| M. Rudan      | 11            | 1             | 0             | 1             | 0                 | 0                 | 0                 | 0                 | 11       | 1      | 0           | 1          |
| A. Rüppel     | 9             | 1             | 1             | 0             | 0                 | 0                 | 0                 | 0                 | 9        | 1      | 1           | 0          |
| C. Schmidt    | 0             | 0             | 0             | 0             | 0                 | 0                 | 0                 | 0                 | 0        | 0      | 0           | 0          |
| F. Schmidt    | 14            | 0             | 2             | 1             | 0                 | 0                 | 0                 | 0                 | 14       | 0      | 2           | 1          |
| C. Schäfer    | 1             | 0             | 0             | 0             | 0                 | 0                 | 0                 | 0                 | 1        | 0      | 0           | 0          |
| M. Spanier    | 8             | 0             | 1             | 0             | 0                 | 0                 | 0                 | 0                 | 8        | 0      | 1           | 0          |
| M. Telle      | 7             | 0             | 1             | 0             | 0                 | 0                 | 0                 | 0                 | 7        | 0      | 1           | 0          |
| S. Tümmler    | 0             | 0             | 0             | 0             | 1                 | 0                 | 0                 | 0                 | 1        | 0      | 0           | 0          |
| H. Xie        | 24            | 14            | 4             | 0             | 2                 | 1                 | 0                 | 0                 | 26       | 15     | 4           | 0          |
| M. Zernicke   | 14            | 2             | 2             | 0             | 1                 | 1                 | 0                 | 0                 | 15       | 3      | 2           | 0          |
| M. von Ahlen  | 16            | 1             | 2             | 1             | 2                 | 0                 | 0                 | 0                 | 18       | 1      | 2           | 1          |
| U. İnceman    | 30            | 4             | 11            | 0             | 2                 | 0                 | 0                 | 0                 | 32       | 4      | 11          | 0          |